# دار البهجة (مسلسل)
دار البهجة هو مسلسل تلفزيوني كوميدي جزائري عرض في رمضان سنة 2013 على التلفزيون الجزائري. إنتاج آس دي بوكس، إخراج جعفر قاسم.

## الطاقم

### الممثلون
بطولة:
- بيونة في دور «خالتي الجهر»
- عثمان بن داود في دور «سليمان»
- فريدة صبونجي في دور «خداوج»
- نوال زميت في دور «تركية»
- أحمد أمين دلال في دور «زينو»
- سهيلة معلم في دور «زينة»
- وسام بوعلام في دور «ايناس»